# Summertime (canção de DJ Jazzy Jeff & The Fresh Prince)
"Summertime" é uma canção da dupla de hip hop DJ Jazzy Jeff & The Fresh Prince, lançada como singles para o álbum Homebase.
Single Premiado com  grammy de melhor performance de um dueto ou grupo.

## Lista de faixas
CD Single
1. "Summertime" (Single) - 3:57
2. "Summertime" (DJ Jazzy Jeff Mix) - 5:37
3. "Summertime" (Street Club Remix) - 6:06
4. "Girls Ain't Nothing But Trouble" (Shorter Single Edit) - 3:58

12" Vinil
1. "Summertime" (DJ Jazzy Jeff Mix) - 5:37
2. "Summertime" (LP) - 4:30
3. "Summertime" (Instrumental) - 4:30
4. "Girls Ain't Nothing But Trouble" (Shorter Single Edit) - 3:58

American CD Single
1. "Summertime" (Single) - 3:57
2. "Summertime" (LP) - 4:30
3. "Summertime" (DJ Jazzy Jeff Mix) - 5:37
4. "Summertime" (Club Mix) - 5:43
5. "Summertime" (Bass Mix) - 5:36
6. "Summertime" (Street Club Remix) - 6:06
7. "Summertime" (DJ Jazzy Jeff Instrumental) - 5:50
8. "Summertime" (Instrumental) - 4:30

Summertime '98 CD Single / 12" Vinil
1. "Summertime '98" (SoulPower Radio Mix) -  4:12
2. "Summertime '98" (SoulPower Hip Hop Mix) -  4:40
3. "Summertime '98" (SoulPower Instrumental) - 4:16
4. "Summertime" (Original Version) - 4:31

Summertime (DJ Jazzy Jeff's 2007 Remixes)
1. "Summertime" (DJ Jazzy Jeff's Still Summertime Remix) (Radio Edit) -
2. "Summertime" (DJ Jazzy Jeff's SoleFul Remix)
3. "Summertime" (DJ Jazzy Jeff's Still Summertime Remix)
4. "Summertime" (Original 1992 Album Version)

## Charts
| Paradas (1991)                                 | Melhor posição |
| ---------------------------------------------- | -------------- |
| O campo songid é OBRIGATÓRIO PARA PARADA ALEMÃ | 12             |
| Austrália (ARIA)                               | 52             |
| Canadá Top Singles (RPM)                       | 29             |
| Irlanda (IRMA)                                 | 12             |
| Países Baixos (Dutch Top 40)                   | 20             |
| Nova Zelândia (Recorded Music NZ)              | 5              |
| Suécia (Sverigetopplistan)                     | 17             |
| Suíça (Schweizer Hitparade)                    | 11             |
| Reino Unido (UK Singles Chart)                 | 8              |
| Estados Unidos Billboard Hot 100               | 4              |
| Estados Unidos Billboard Hot R&B Singles       | 1              |
| Estados Unidos Billboard Hot Rap Singles       | 1              |
| Paradas (2012)                                 | Melhor posição |
| Reino Unido (UK Singles Chart)                 | 50             |
| Paradas (2013)                                 | Melhor posição |
| Reino Unido (UK Singles Chart)                 | 36             |